# 多苞糙果茶
多苞糙果茶（学名：Camellia multibracteata）为山茶科山茶属的植物，为中国的特有植物。分布在中国大陆的江西等地，目前尚未由人工引种栽培。